# Bambiraptor feinbergi
Il Bambiraptor feinbergi era un dinosauro del Cretaceo superiore (nel Campaniano approssimativamente 75 milioni di anni fa) vissuto in Nordamerica.

## Descrizione

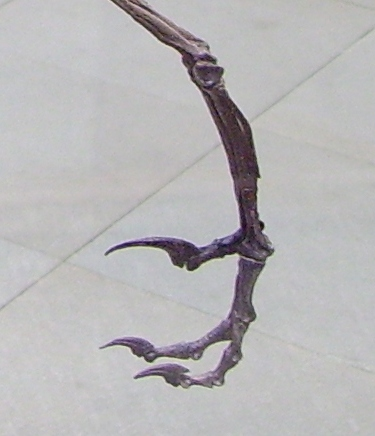
L'artiglio

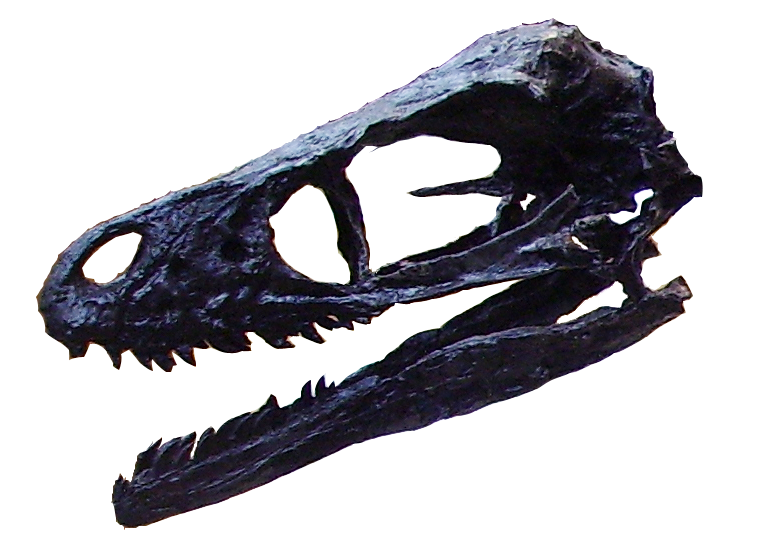
Cranio

Lungo 1-2 metri possedeva un collo allungato e un cervello voluminoso. Era grande come una gallina e si ipotizza che fosse ricoperto di piume soffici per la regolazione termica. La struttura del corpo (zampe lunghe adatte alla corsa, braccia lunghe con mani articolate, occhi grandi e denti appuntiti) fa pensare che l'animale vivesse in gruppo cacciando animali di varie dimensioni.
Bambiraptor aveva anche un'arma perfetta per la caccia: un grosso artiglio a falcetto adatto ad aprire profonde ferite nel corpo della vittima, possedeva anche una coda a frusta e denti molto aguzzi.